# Dagispop
Dagispop är popmusik som av olika anledningar blivit populär bland barn, särskilt i förskoleåldern. Det tidigaste kända belägget för ordet härstammar från Dagens Nyheter 22 juli 1985 i citatet "Jimmy, åtta år... Som en av stjärnorna i gruppen "The Pinks", dagispopens mästare, är han ett av [folk]parkernas mest pålitliga dragplåster. Citatet och ordet dagis-pop finns upptagna på Nyordslistan 1986 där definitionen lyder: popmusik (som spelas av yngre artister o.) som är speciellt populär hos yngre barn, i sht barn i förskoleåldern.
Begreppet används ofta (men inte alltid) nedsättande om musik som antingen medvetet inriktar sig på en ung publik, eller som oavsiktligt har blivit populär bland yngre barn. Oftast handlar det om en sång som är enkel att sjunga, med upprepande refräng eller ord som är lätta att komma ihåg även om man inte förstår innebörden av texten. Några exempel är "Fula gubbar" av Magnus Uggla från 1986 [källa behövs] och Kikki Danielssons hit "Papaya Coconut", 1986-1987.[källa behövs] Ett annat exempel är låten "La dolce vita", som After Dark deltog med i den svenska Melodifestivalen 2004, och som sjöngs bland många barn.[källa behövs]
I många fall tappar vissa låtar sin status som dagispop då den från början unga publiken växer och blir äldre medan senare generationers barn inte får intresse för just samma låt. Exempel på en låt som ansågs vara dagispop då den var ny 1977 är Ma Baker med Boney M som i dag istället anses vara en klassiker bland folk i många olika åldrar.[källa behövs]